# Belén (nombre)
Belén (del hebreo: בית לחם‎, romanizado: Bet léjem, lit. 'Casa de pan') es un nombre propio femenino derivado de Betania. Su origen es toponímico, proveniente de la ciudad de Belén, ciudad en la que nació Jesús de Nazaret.

## Santoral
- 25 de diciembre: Debido a la Natividad de Cristo, también en algunos países (como Chile) se conmemora este día a Nuestra Señora de Belén.
- 6 de mayo: Nuestra Señora de Belén.
- 8 de septiembre: Debido a la Natividad de la Virgen María, en algunos pueblos se conmemora este día a la Virgen de Belén, entre ellos, Palma del Río (Córdoba).